# روشن (روستا)
روشن (به ترکی آذربایجانی: Ruşan) یک منطقهٔ مسکونی در جمهوری آذربایجان است که در شهرستان اسماعیللی واقع شده‌است. روشن ۹۸۸ نفر جمعیت دارد.